# رامونی (بازیکن فوتبال، زاده ۱۹۴۶)
رامونی (انگلیسی: Ramoní؛ زادهٔ ۱۹ اوت ۱۹۴۶) بازیکن فوتبال است.